# Danau Tapakora
Der Danau Tapakora (kurz: Tapakora) ist ein See im osttimoresischen Suco Goulolo (Verwaltungsamt Cailaco, Gemeinde Bobonaro). Der kleine See liegt auf einer Meereshöhe von 416 m, im Zentrum des Sucos. Östlich befindet sich der Ort Suriubu.